# Brețcu
Brețcu , (in ungherese Bereck) è un comune della Romania di 3865 abitanti, ubicata nel distretto di Covasna, nella regione storica della Transilvania.
Il comune è formato dall'unione di 3 villaggi: Brețcu, Mărtănuș, Oituz. Brețcu si trova sulla strada tra Transilvania e Moldavia. C'è un accampamento romano (castrum Angustia) vicino a Brețcu.